# Palmer (Iowa)
Pour les articles homonymes, voir Palmer.
Palmer est une ville du comté de Pocahontas, en Iowa, aux États-Unis. Elle est fondée en 1899 et incorporée le 21 mai 1901.

## Source de la traduction
- (en) Cet article est partiellement ou en totalité issu de l’article de Wikipédia en anglais intitulé « Palmer, Iowa » (voir la liste des auteurs).